# Johann von Spreckelsen (Bürgermeister)
Johann von Spreckelsen (* um 1460 in Hamburg; † 25. Februar 1517 ebenda) war ein Hamburger Ratsherr und Bürgermeister.

## Leben und Wirken
Spreckelsen wurde im Jahr 1498 zum Ratsherrn und am 28. Februar 1512, als Nachfolger des verstorbenen Bürgermeisters Carsten Barschampe († 1511), zum Bürgermeister gewählt.
Am 12. Mai 1505 stiftete er die sogenannte Pfingsthöge. Dieses Familienfest wurde alljährlich „zur Unterhaltung guter Freundschaft und Einigkeit“ zu Pfingsten gefeiert. Der Speiseplan für die Mahlzeiten wurde festgeschrieben. So durfte zum Beispiel bei diesem Fest kein Wildbret gegessen werden. Wenn einer Änderungen an den Regelungen vornahm, musste dieser ein Fass Bier zahlen. Wer sich zu den festgeschriebenen Mahlzeiten verspätete, musste eine Strafe zahlen, von welchem Geld Wein gekauft wurde. Die Pfingsthöge wurde anfangs auf eigene Kosten gehalten. Als aber immer mehr Familienmitglieder teilnahmen, wurde der Beschluss gefasst, dass jeder zu den Unkosten beitragen soll. Im Jahr 1574 wurde eine Stiftung errichtet, in die jeder einen Beitrag einzahlte und dessen Zinsen zur Finanzierung des Familienfestes genutzt wurden. Im Jahr 1625 wurde die Pfingsthöge zum vorerst letzten Mal gefeiert und danach wegen zu vieler Teilnehmer abgesetzt. Bis 1688 hatte sich das Kapital dieser Stiftung auf über 50.000 Mark Banco vermehrt, sodass am 3. Juli 1688 die Familienmitglieder sich unter dem Vorsitz eines Ratsherrn versammelten und über die Bestimmung der Gelder verhandelten. 24.000 Mark Banco wurden der Kämmerei zum Bau eines Zeughauses übergeben, welches später an der Ellerntorsbrücke errichtet wurde, 10.000 Mark Banco wurden angelegt und die Zinsen dem Hauptpastor an Sankt Jacobi und Professor am Akademischen Gymnasium Johann Friedrich Mayer, solange er Vorlesungen am Gymnasium gehalten hat, ausgezahlt. Nachdem Mayer Hamburg wieder verlassen hatte, kam dieses angelegte Kapital jeweils zur Hälfte dem Waisenhaus und dem Zuchthaus zugute. Weitere 7.090 Mark Banco wurden sofort dem Waisenhaus und dem Zuchthaus zugesprochen. 4.253 Mark Banco wurden an bedürftige Familienmitglieder ausgezahlt und 860 Mark Banco für die Bekehrung der Juden in Hamburg investiert. Am 21. November 1688 wurde diese Verteilung der Gelder per Dekret des Rats festgeschrieben. Der Hauptpastor an Sankt Katharinen und zwei weitere Bürger sollten die Verwaltung dieser Stiftung übernehmen.
Am 17. Mai 1986 wurde die Pfingsthöge erneut von den Namensträgern von Spreckelsen ins Leben gerufen und findet seitdem wieder jährlich zu Pfingsten statt.

## Familie
Spreckelsen war ein Sohn von Heino von Spreckelsen und Wöbbeke Ghervers, Tochter des Hamburger Ratsherrn Johann Ghervers.
Spreckelsens Ehefrau war Gertrud Schulte. Von seinen Töchtern war Wöbbeke verheiratet mit dem Oberalten und Ratsherrn Meino von Eitzen († 1559), Margaretha mit dem Bürgermeister Johann Wetken († 1538) und Gesche mit Evert Huge, Sohn des Hamburger Bürgermeisters Johann Huge († 1504). Von den Söhnen wurde Peter († 1553) ebenfalls Hamburger Bürgermeister.